# سیرونو
سیرونو (انگلیسی: Serono) شرکت داروسازی سوئیسی است، که در سال ۱۹۰۶ تأسیس شد.